# Duluth, South Shore and Atlantic Railway
Le Duluth, South Shore and Atlantic Railway (DSS&A) (sigle AAR: DSA) était un chemin de fer américain de classe I desservant la Péninsule supérieure du Michigan et les rives du Wisconsin sur le lac Supérieur. Il permettait de relier Sault Sainte-Marie, et Saint Ignace, avec des villes situées plus à l'ouest comme Marquette, Superior, Wisconsin, et Duluth, Minnesota. Un embranchement partait de Nestoria, Michigan pour remonter vers le nord jusqu'à Houghton, Michigan, avant de passer sur la Copper Island où deux embranchements permettaient de relier Calumet, Michigan et Lake Linde, Michigan.
Le premier prédécesseur du DSS&A commença ses opérations en 1855. Le chemin de fer tomba sous le contrôle du Canadian Pacific Railway en 1888 qui l'exploita de façon indépendante de 1888 à 1960. En 1949, une réorganisation eut lieu avec l'adoption d'un nouveau logo et l'utilisation de la terminologie Railroad au lieu de Railway. En 1961, le DSS&A RR fut rattaché au Soo Line Railroad, filiale du CP. Depuis 2001, la portion encore opérationnelle du DSS&A est exploitée par le Canadian National Railway; elle se limite aux régions situées entre Trout Lake et Munising Junction, Ishpeming et Baraga, et White Pine et Marengo Junction.

## Un chemin de fer indépendant

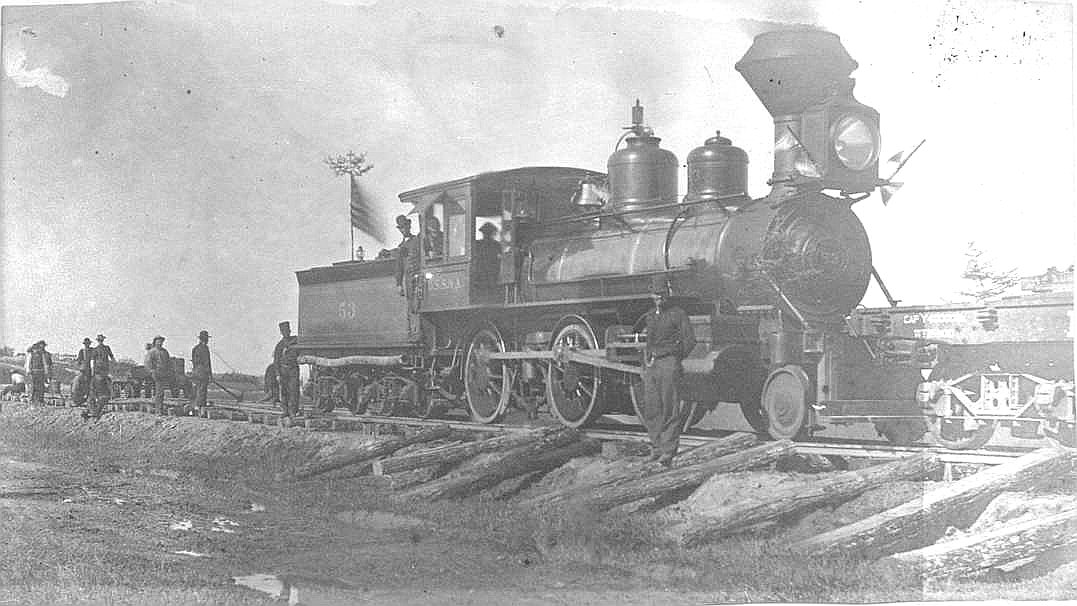
Locomotive du DSSA en 1887.

Le développement de mines de minerai de fer (riche en oxyde de fer rouge appelé hématite) dans les collines de la péninsule supérieure du Michigan situées au sud de Marquette, encouragea la création de nombreuses compagnies de chemins de fer pour réaliser des embranchements et autres connexions entre les mines, les villes en plein essor et les rives des Grands Lacs. Alors que la plupart du cuivre de Keweenaw et du minerai de fer de la Péninsule supérieure du Michigan était acheminé vers le reste des États-Unis par bateau, la rudesse de l'hiver rendait l'usage des bases fluviales impossible. Ce facteur hivernal encouragea certains promoteurs à concevoir de nombreuses voies ferrées dans la Péninsule supérieure du Michigan.
Le premier prédécesseur du DSS&A commença son activité en 1855. Dans les années 1870, une multitude de compagnies et de minuscules tronçons de lignes furent créés ou construits dans cette péninsule supérieure, principalement pour transporter le fer ou le cuivre vers les hauts fourneaux et les quais du lac Supérieur et du lac Michigan. De 1879 à 1881, une société à capital-risque mena la construction de la ligne principale du Detroit, Mackinac and Marquette DM&M qui reliait  St. Ignace sur le détroit de Mackinac à Marquette sur le lac Supérieur. Bien que l'État du Michigan eut concédé au DM&M plus de 5 300 km2 de terre (soit 23 km²/km de voie) en guise de subvention, la compagnie fut placée en redressement judiciaire en 1886. Le DM&M fut réorganisé par James McMillan de Détroit, qui avait également consolidé au début des années 1880 de nombreuses petites compagnies ferroviaires appartenant à l'UP. 
Le Duluth, South Shore and Atlantic Railway fut créé en décembre 1886 à la suite de la consolidation de plusieurs compagnies de la Péninsule supérieure du Michigan riche en minerai de fer.

## Le contrôle canadien
Le Canadien Pacifique (CPR), possesseur d'une ligne transcontinentale, prit le contrôle du DSS&A en 1888. De 1892 à 1894, les fonds du CPR financèrent la construction du DSS&A vers l'ouest. Ainsi, la ligne desservait dans le Michigan, Sault Ste Marie, St Ignace, Marquette, puis Superior et Duluth, Minnesota. Un embranchement partait vers la Keweenaw Peninsula au nord pour relier Nestoria à Houghton et même Calumet grâce à des droits de circulation.                                                             
Durant les années 1890, l'industrie du bois atteignit son maximum grâce aux embranchements qui partaient de la ligne principale. Les irremplaçables vieux pins blancs tombèrent sous les scies et les haches des bucherons. Après la disparition des pins blancs, des coupes localisées fournirent des bois durs de grande qualité comme l'érable, puis des bois de papèterie comme le bouleau et le tremble.
À son apogée en 1911, le DSS&A exploitait 1 003 km de voie, dont 832 km de voie principale et 171 km d'embranchements et de droits de circulation. Le parc roulant comprenait 3 121 unités, dont 82 locomotives, 67 voitures de voyageurs, 35 cabooses et 2 957 wagons de marchandises. En 1913, le fret atteignit son maximum avec 900 000 tonnes, dont plus de la moitié provenait de la forêt . À la fin des années 1910, le rendement du bois déclina sur toute la péninsule supérieure du Michigan. Ce choc fit réaliser au DSS&A qu'il ne pourrait plus conserver son indépendance de gestion. À partir de 1920, son histoire fut à l'image de l'industrie ferroviaire dans son ensemble, avec des facteurs négatifs intensifiés par une conjoncture défavorable dans le nord du Michigan.
Après douze années de banqueroute, il fut réorganisé en 1949 en Duluth, South Shore and Atlantic Railroad et reçut un nouveau logo. En 1957, l'État du Michigan inaugura le pont Mackinac Bridge sur le détroit de Mackinac pour relier l'Upper Peninsula. La première conséquence pour le DSS&A fut l'arrêt de son service voyageur en 1958. Il n'y avait plus de raison pour cette petite ligne de conserver son indépendance.
Le 31 décembre 1960, le Canadien Pacifique décida de constituer le Soo Line Railroad afin d'y fusionner ses trois filiales américaines: 
1. Le Duluth South Shore and Atlantic Railroad
2. le Minneapolis, St. Paul and Sault Ste. Marie Railroad (SOO)
3. le Wisconsin Central Railway (1897-1954).

En 1992, le CP fusionna le Soo Line.
En 2001, l'ancien réseau du DSS&A fut vendu au Canadien National.

## Surnoms et défis
Le DSS&A avait comme surnom officiel le « South Shore », ce qui faisait référence à sa ligne qui longeait les rives du lac Supérieur. Ce surnom était aussi donné au chemin de fer interurbain de l'Indiana. Cependant le service de piètre qualité rendu par le DSS&A au cours du XXe siècle, lui valut de la part de ses clients les sobriquets de « Dead Slow Service & Agony » (« service très lent & agonie »), et « Damn Slow, Shabby Affair » (« vachement lent, affaire minable »). Tandis que les employés mécontents indiquaient que les initiales de la compagnie signifiaient « Damn Small Salary & Abuse » (« salaire vachement bas & abus »).
La faible zone d'activité du DSS&A l'empêchait d'avoir des revenus suffisants pour maintenir la voie dans de bonnes conditions, particulièrement en hiver. En effet, cette ligne était la plus enneigée de toutes celles construites à l'est des Rocheuses. De 1957 à 2005, la moyenne des chutes de neige sur la Keweenaw Peninsula fut de 612 cm. Le DSS&A était confronté à un long travail de déneigement.